# Arcaísmo
Se denomina arcaísmo al elemento lingüístico en desuso, o utilizado marginalmente en contextos muy específicos  y especializados, pero usado habitualmente en una época anterior. El Diccionario de la lengua española (DLE) lo define como «Elemento lingüístico cuya forma o significado, o ambos a la vez, resultan anticuados en relación con un momento determinado».

## Arcaísmos lingüísticos
En lingüística histórica, el término arcaísmo se usa para designar un término léxico o un elemento gramatical, utilizado en el pasado en la mayor parte del dominio de un idioma determinado, pero que actualmente ha desaparecido del habla cotidiana mayoritaria, y solo usado en ciertos contextos, en ciertas variantes aisladas, y si bien en general es entendido por los hablantes, no tiene un uso amplio en la mayoría de variedades de la lengua.
La marca de obsolescencia es también una connotación estilística que hace referencia a cierta terminología deportiva; la de distintos gremios profesionales; grupos humanos marginales o con actividades específicas; las palabras que aún se utilizan, pero que se refieren a realidades o profesiones de una época pasada; etc.
En lingüística histórica lo opuesto a un arcaísmo relativo es una innovación. Cuando un elemento viejo es substituido en alguna de las variedades de una lengua, se dice que dicha variedad ha innovado en el uso de ese elemento. 

### Tipos de arcaísmos
Cuando se habla de arcaísmos en una lengua que tiene diferentes variantes geográficas o dialectos deben distinguirse los arcaísmos absolutos de los relativos. Un arcaísmo absoluto es aquel que ha desaparecido de todas las variedades de la lengua, mientras que el relativo solo ha desaparecido de algunas variedades. Por ejemplo el verbo platicar es considerado un arcaísmo en el español de España, pero es plenamente vigente en el de México.

### Registros conservadores
Algunos registros lingüísticos son particularmente conservadores, especialmente los registros literarios y formales.
En las culturas preestatales sin escritura, frecuentemente los mitos o las canciones antiguas contienen mayor arcaísmo al ser recitadas como fueron aprendidos. De la misma manera en las sociedades con escritura los refranes o proverbios, objeto de la paremiología, son especialmente abundantes en arcaísmos. Otros contextos formales conservadores en los que abundan los arcaísmos son el lenguaje jurídico o la liturgia basada en textos canónicos.
Además, los arcaísmos pueden usarse como recurso literario para embellecer un texto, sugerir un tiempo pasado o incluso con efecto cómico. Sin embargo, literariamente un uso excesivo de arcaísmos puede dificultar u opacar la comprensión de un texto.

### Arcaísmos del español
En español son arcaísmos relativos las palabras que existieron en la mayor parte de variedades en el pasado, pero que hoy solo se usan en áreas restringidas relativamente pequeñas comparadas con el dominio del español. Y son arcaísmos absolutos las palabras que han dejado de utilizarse en todas las variedades del español.
Algunos ejemplos son «yantar» (comer), «cuasi» (casi), «aberruntar» (predecir), «truje» (traje), «harbar» (hacer algo atropelladamente o escavar en la tierra buscando algo), «maguer» (a pesar), «aluzar» (alumbrar), «fierro» (hierro), «agora» (ahora), «fablar» (hablar), «facer» (hacer), «fermoso» (hermoso), «voacé» (usted), «voso» o «vueso» (vuestro), «tapujos» (mentiras), «mesmo» (mismo) o «propriedad» (propiedad).

#### México
De la misma manera como en España continúan usándose expresiones que en México cayeron en desuso, en el habla de México se han conservado formas que en España han caído en desuso. Son arcaísmos respecto a España expresiones como: se me hace (me parece), ¿qué tanto ...? (¿cuánto ...?), muy noche (muy de noche), dizquemente (supuestamente), antier (anteayer),  donde usado como condicional en expresiones como «Donde se lo digas, te mato» (Como se lo digas, te mato), truje por traje, onde por donde, farina por harina, vide por vi (pretérito de ver), fierro por objeto de metal.
Existen arcaísmos tanto gramaticales como léxicos, algunos ejemplos de arcaísmos léxicos, ya olvidados en España, y que conservan vigencia en México: pararse (ponerse de pie), anteojos (gafas), platicar (conversar), prieto (obscuro), esculcar (buscar en el sentido de registrar o husmear), recibirse (graduarse), alcancía (hucha, de uso común en zonas de Andalucía), alberca (piscina).

#### España
Un arcaísmo gramatical destacado del español del centro y norte de España respecto al resto de dialectos, es el uso de los pronombres vosotros y os, desaparecidos en el español de América. Igualmente, las terminaciones de segunda persona del plural son un arcaísmo del español peninsular respecto al español de América.
La distinción entre /s/ y /θ/ que existe actualmente en buena parte de España, podría verse como una innovación, ya que llegó a su forma actual entre los siglos XVI y XVII, a partir de una distinción anterior entre dos sibilantes sordas y dos sonoras durante el proceso de reajuste de las sibilantes (actualmente la /s/ del español de España, salvo en Andalucía y Canarias, se realiza generalmente como apical frente a la /s/ del español de Andalucía, Canarias y América que suele ser lamino-dental). La indistinción de Andalucía, Canarias y América, también es una innovación que apareció en la misma época como solución alternativa a la simplificación de sibilantes.